# Ercheia gundiana
Ercheia gundiana är en fjärilsart som beskrevs av Felder 1874. Ercheia gundiana ingår i släktet Ercheia och familjen nattflyn. Inga underarter finns listade i Catalogue of Life.